# Награда Кондир Косовке девојке
Награда Кондир Косовке девојке је песничко признање које има за циљ да „оживи и реинкарнира историјско памћење на непролазне духовне творевине” и које се додељује од 1990. године на манифестацији Видовданско песничко бденије у манастиру Грачаници, у порти манастира Грачанице, уочи Видовдана. Награда се састоји од кондира, повеље и новчаног износа.

## Добитници
Добитници награде су следећи песници:
- 1990 — Ненад Грујичић
- 1991 — Радомир Уљаревић
- 1992 — Ратко Делетић
- 1993 — Срба Игњатовић
- 1994 — Слободан Ракитић
- 1995 — Будимир Дубак
- 1996 — Ранко Јововић
- 1997 — Ђорђо Сладоје
- 1998 — Драган Јовановић Данилов
- 1999 — Манифестација није одржана
- 2000 — Милан Ненадић
- 2001 — Ранко Ђиновић
- 2002 — Добрица Ерић
- 2003 — Срба Митровић
- 2004 — Љубица Милетић
- 2005 — Слободан Ристовић
- 2006 — Верољуб Вукашиновић
- 2007 — Милан Орлић
- 2008 — Милоје Дончић
- 2009 — Милица Јефтимијевић Лилић
- 2010 — Мирослав Цера Михаиловић
- 2011 — Живојин Ракочевић
- 2012 — Јованка Стојчиновић Николић
- 2013 — Голуб Јашовић
- 2014 — Александар Б. Лаковић
- 2015 — Никола Вујчић
- 2016 — Дејан Алексић[4]
- 2017 — Селимир Радуловић
- 2018 — Весна Капор[5]
- 2019 — Благоје Баковић[6]
- 2020 — Бојана Стојановић Пантовић[7]
- 2021 — Бранка Касаловић[8]
- 2022 — Даница Вукићевић[9]
- 2023 — Милоје Радовић[10]